# Equipament dels futbolistes

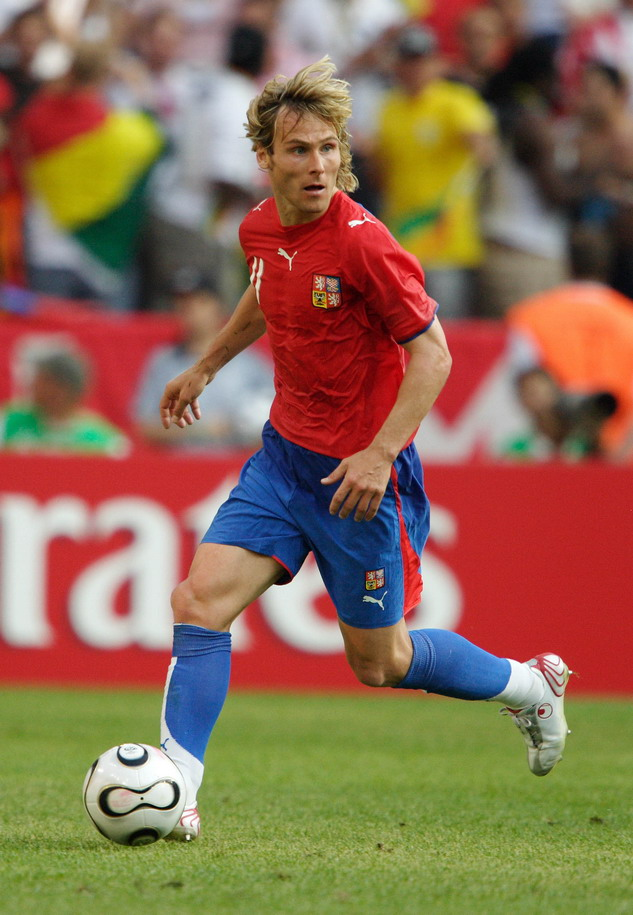
El jugador Pavel Nedvěd en 2007, portant un equipament modern.

En el futbol, l'equipament es refereix a la indumentària i accessoris que han de dur els jugadors al llarg del desenvolupament d'un partit oficial de la FIFA. Les Regles del Futbol estableixen un equipament bàsic que cada jugador ha d'usar, a més de prohibir aquells altres objectes que puguen resultar perillosos tant per al qual els duu com per a altra persona. Algunes competicions poden estipular altres restriccions, com la regulació de la grandària dels escuts en les samarretes o aclarir que en partits que els dos equips vestisquen colors idèntics o similars, l'equip visitant ha de canviar a un equipament diferent.
Els futbolistes generalment duen nombres identificatoris —denominats dorsals— en la part del darrere de les seues samarretes i de vegades en la part davantera i pantalons. Originalment, un equip usava els nombres de l'1 a l'11, corresponent-se obertament amb la seua posició dins del camp, però a nivell professional, aquesta pràctica es va suplantar per la numeració de l'equip, en el qual cada membre duu un nombre fix al llarg d'una determinada temporada o competició. Alguns clubs professionals també solen mostrar el nom, cognom o àlies del jugador sobre el nombre, o menys sovint, sota mateix.
L'equipament dels futbolistes va evolucionar significativament des dels primers dies de l'esport, quan els jugadors vestien gruixudes samarretes de cotó, pantalons per sota dels genolls i rígides botes de cuir. En el segle XX les botes es van tornar més lleugeres, els pantalons es van escurçar i els avanços de la producció tèxtil i d'estampa van permetre la fabricació de samarretes de fibres sintètiques lleugeres, amb dissenys més colorits i complexos. També es va tornar usual la impressió del logotip de patrocinadors tant en samarretes com pantalons. Els equipaments —principalment les samarretes— es van començar a fabricar en massa, permetent així que els seguidors pogueren comprar-los i generant grans beneficis per als clubs.